# Mike Parkes

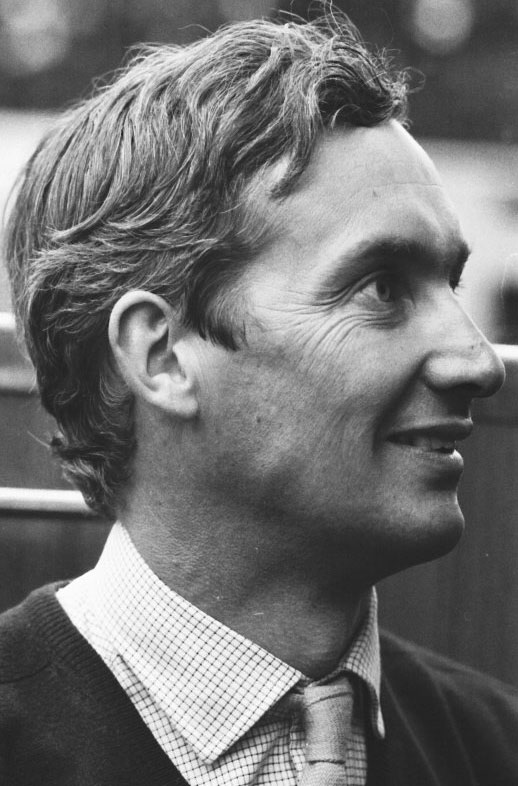
Mike Parkes

Michael Johnson Parkes (Richmond, 24 september 1931 - vlak bij Turijn (Italië), 28 augustus 1977) was een Brits Formule 1-coureur. Hij nam tussen 1959 en 1967 deel aan 7 Grands Prix voor de teams Fry en Ferrari en scoorde hierin 1 pole position, 2 podia en 14 punten. Hij kwam om bij een auto-ongeluk.